# Brown Brigade
Brown Brigade är ett kanadensiskt heavy metal-band, bildat 2003 av Sum 41-gitarristen Dave Baksh och dennes kusin, basisten Vaughn Lal. Baksh hoppade 2006 av Sum 41 för att satsa fullt ut på bandet. Övriga medlemmar är Johnny Owens (trummor), Chuck Coles (gitarr) och Cess Rock (percussion).

## Diskografi
- 2006 – Appetizer for Destruction (EP)
- 2007 – Into the Mouth of Badd(d)ness
- 2008 – Buds for Life